# Allodissus sulcatipennis
Allodissus sulcatipennis är en skalbaggsart som beskrevs av Schwarzer 1926. Allodissus sulcatipennis ingår i släktet Allodissus och familjen långhorningar.
Artens utbredningsområde är Filippinerna. Inga underarter finns listade i Catalogue of Life.